# Larix koreensis
Larix koreensis là một loài thực vật hạt trần trong họ Pinaceae. Loài này được Rafn mô tả khoa học đầu tiên năm 1915.